# Дхоти

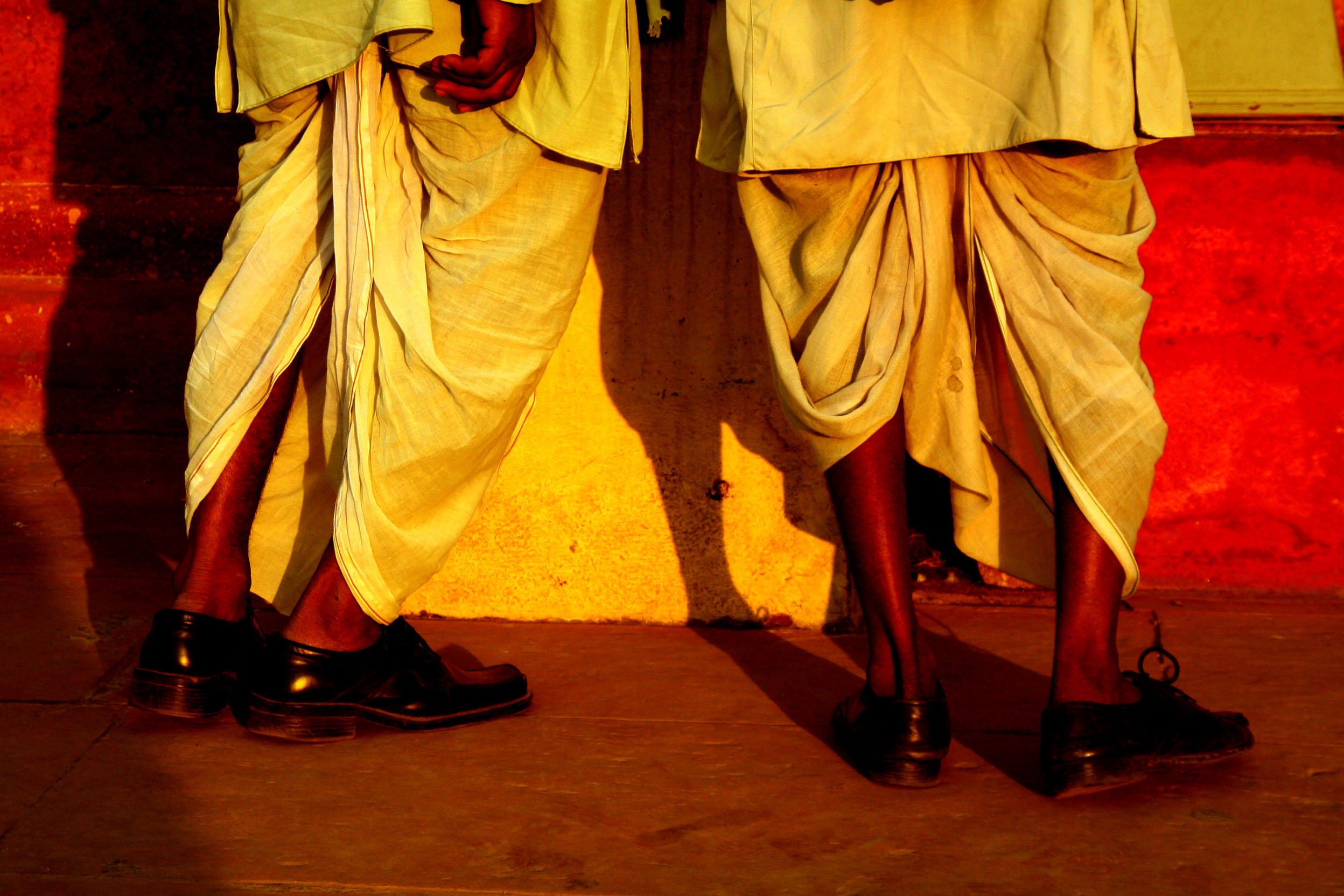
Дхоти

Дхо́ти (хинди धोती, IAST: dhotī) — традиционный вид мужской одежды, распространённый в Южной и Юго-Восточной Азии, в частности в Индии. Представляет собой прямоугольную полосу ткани длиной 2—5 м, обёртываемую вокруг ног и бёдер с пропусканием одного конца между ног. Обычно при этом используется белая или одноцветная ткань, иногда украшенная орнаментом по краю. В надетом виде напоминает узкие шорты или короткие шаровары. В южной Индии и Пенджабе дхоти традиционно носили в виде юбки-запашки.
Длина дхоти могла служить признаком кастового различия: у членов высших каст, как правило, были длинные дхоти, у представителей низших каст — более короткие, лучше приспособленные для работы.
Тамилы называют дхоти — вешти (там. வேட்டி).